# النمر بن قاسط
النَّمِرُ بْنُ قَاسِطٍ هو في ما يقال النمر بن قاسط بن هنب بن أفصى بن دعمي بن جديلة بن أسد بن ربيعة، أخو وائل بن قاسط. وقد كانت ديارهم في الجزيرة الفراتية بجهات سنجار ونصيبين، وما بين الموصل ورأس عين، ودنيسر والخابور بجيار ربيعة، وجزء منهم في ماوان قرب اليمامة. وقد كانت القبيلة تدين بالمسيحية. وذكر الإخباريون المسلمون أنها دخلت مع تغلب ضد بكر في حرب البسوس وأن تغلب قد لجأت إليها حين نزحت شمالًا بعد تلك الحرب.

## من أعلام النمر بن قاسط
- الصحابي صهيب بن سنان النمري المعروف بـ صهيب الرومي
- نتيلة بنت جناب النمرية زوجة عبد المطلب بن هاشم وأم العباس بن عبد المطلب
- منصور بن سلمة النمري شاعر عباسي
- ابن عبد البر النمري مؤرخ من أهل الأندلس
- أيوب بن القرية أحد البلغاء الفصحاء وضرب به المثل في الفصاحة